# Феделеш Михайло Михайлович
Феделеш Михайло Михайлович (нар. 19 вересня 1967, м. Ужгород — український правник, кандидат юридичних наук, генерал-майор, начальник управління Служби безпеки України в Закарпатській області у 2013—2014 роках.

## Життєпис
Має вищу юридичну та військову освіту.
Михайло Феделеш народився 19 вересня 1967 року в м. Ужгород. У 1993 році закінчив Львівський політехнічний інститут.
У Службі безпеки України з 1995 року. За час служби працював на оперативних та керівних посадах в регіональних органах державної безпеки та Центральному апараті Служби безпеки України.
У 2002—2005 роках згаданий, як начальник відділу боротьби з корупцією та організованою злочинністю Житомирського УСБУ.
У 2005 р. став заступником начальника відділу боротьби з корупцією та організованою злочинністю Закарпатського УСБУ.
У квітні 2005 року Ужгородський міськрайонний суд під головуванням судді Писанець К. К. розглядав цивільну справу за позовом співробітника УСБУ в Закарпатській області Феделеша М. М. до головного редактора закарпатської щотижневої газети «Правозахист» Глаголи Я. І. та видавця газети Темнова М. Ю. (про захист честі, гідності і ділової репутації та про відшкодування моральної шкоди) й виніс рішення про матеріальне покарання як редактора газети «Правозахист», так і видавця газети — Темнова М. Ю. Поштовхом для позову Михайля Феделаша проти «Правозахисту» стали факти, викладені у публікації газети «Тримайтеся контрабандисти — Феделеш пливе!». 
У 2007—2009 роках був начальником 4-ого (антиконтрабандного) управління Головного управління боротьби із корупцією та організованою злочинністю центрального апарату СБУ, замінивши полковника С. О. Батракова. Таке призначення стало можливим після того, як його друга - полковника Тиберія Дурдинця з Закарпаття указом президента В. А. Ющенка 19 жовтня 2007 року було призначено на посаду заступника голови Служби безпеки України — начальника Головного управління «К». Прикметно, що начальником 2-ого управління Головного управління боротьби із корупцією та організованою злочинністю центрального апарату СБУ став ще один представник Закарпатського УСБУ - полковник Кабаль Валентин Васильович (1972 року народження, мешканець села Минай Ужгородського району).
У 2010—2013 роках згаданий, як перший заступник начальника УСБУ у Львівській області, начальник спецпідрозділу боротьби з корупцією та організованою злочинністю УСБУ.

У 2013—2014 роках займав посаду начальника УСБУ в Закарпатській області, його попередником на даній посаді був генерал-майор Грищенко Геннадій Михайлович.
Заступником начальника Закарпатського УСБУ при ньому був полковник Борисенко Володимир Віталійович, 1975 року народження, киянин, переведений з перемогою Євромайдану в Одеське УСБУ. Сам Феделеш з перемогою Євромайдану через ряд скандальних викривань, ініційованих прихильниками Євромайдану, звільнився з СБУ, став займатися приватною адвокатською практикою у м. Ужгород. При цьому вся команда, яка формувалася Феделешом, Грищенком та Сітарем, була збережена, ніяких масштабних люстрацій особового складу Закарпатського УСБУ проведено не було.
У 2014—2015 роках згаданий у джерелах, як радник міністра юстиції України.
У грудні 2015 року, як аспірант Міжнародного університету бізнесу та права, Феделеш захистив дисертацію кандидата юридичних наук на тему: «Адміністративно-правове регулювання реєстраційної діяльності органів Міністерства юстиції України».
Виступив як засновник "Адвокатського Об'Єднання «Юридична Консультація „Синдикат“» у м. Ужгород, за участю Арпада-Роберта Драшковція та Василя Брензовича.

## Особливості роботи у Закарпатському УСБУ
Як свідчать документи, що їх ексклюзивно публікує інтернет-видання Закарпаття онлайн, відповідно до ухвали тодішнього голови Апеляційного суду міста Києва А.Чернушенка та завдання тодішнього голови УСБУ України в Закарпатській області М.Феделеша здійснювалося прослуховування телефонів голови Закарпатської обласної ради Івана Балоги та керуючого справами облради Михайла Поповича. Завдання Феделеша виконував начальник Відділу оперативно-технічних заходів Закарпатського УСБУ полковник Тиндик Валерій Никитович, 1959 року народження, мешканець Ужгороду 
Як видно з документів, у часі подій на Майдані Незалежності закарпатська СБУ влаштувала «зняття інформації з транспортних телекомунікаційних мереж» під умовною назвою «Журналіст». Закарпатських журналістів і власкорів загальноукраїнських ЗМІ на Закарпатті прослуховували відповідно до статті 114 Кримінального кодексу України — шпигунство.
Крім журналістів під «прослушку» охоронців режиму В.Януковича потрапили і іноземні дипломати, зокрема — начальник консульського відділу Генерального консульства Словацької Республіки в Ужгороді Бібіана Громадова та заступник Генерального консула Угорщини в Ужгороді Ендре Саліпскі. Обом дипломатам інкримінувалася «розвідувальна діяльність проти України». Що суттєво, і в цьому випадку прослуховування здійснювалося відповідно до ухвали судді М.Крегула.
Доручення на прослуховування давали заступники начальника Головного відділу контррозідки Закарпатського УСБУ — підполковник Яремчук Віктор Юрійович (1973 року народження, уродженець села Кваси Рахівського району) та підполковник Біленко Андрій Аркадійович, 1982 року народження, уродженець м. Севастополь (з 2015 року згаданий у джерелах, як заступник начальника третього управління Департаменту контррозвідки Служби безпеки України).
Закарпатське УСБУ прослуховувало телефони активістів ЄвроМайдану. Про це свідчать документи, що їх оприлюднив власкор Нового каналу на Закарпатті Віталій Глагола. Ряд доручень підписував тогочасний начальник Головного відділу захисту національної державності (ЗНД) Закарпатського УСБУ полковник Шумицький Володимир Феліксович. Зокрема, це стосувалося документів на прослуховування лідера ужгородського Євромайдану Дуб Юлії Іванівни, 1992 року народження, які підписували Шумицький, а також оперуповажноважений 1-ого сектора Головного відділу ЗНД лейтенант Сергій Тітов.  Але на всі доручення була відповідна резолюція з боку Феделеша, як начальника Закарпатського УСБУ.
Як свідчила у 2014 р. Юлія Дуб: "Деякі, зокрема і Шумицька Г.В. (сьогодні декан філологічного факультету) стали для мене авторитетами. Але з кожним роком я в них розчаровувалася все більше і більше… Я не даремно назвала тільки одне прізвище. Це, мабуть, найбільше і невиправне розчарування… Я не буду зараз писати про те, якою ціною була здобута посада декана, але напишу про інше, - як чоловік Шумицької підписував документи СБУ на прослуховування мене і Володимира Феськова на підставі ст..253 Кримінального кодексу України – терористичний акт. Вдумайтеся, ТЕРОРИСТИЧНИЙ АКТ!!!. І я і Вова, студенти Шумицької. Скажете, що просто збіг? Можливо, як і те, що кілька років тому Галина Василівна просила мене зустрітися з працівниками СБУ, які намагалися домовитися зі мною про співпрацю". 
За згодою Феделеша проводилося спалювання документів у дворі УСБУ України в Закарпатській області 19 лютого 2014 року 
При Феделешу повторно влаштувалися на роботу, пройшовши належну перевірку, Шилан Степан Степанович (1977 року народження, мешканець Ужгорода), Рішко Мілан Михайлович (1973 року народження, мешканець Ужгорода), Мальованець Олег Емеріхович (1984 року народження, мешканець с. Великих Лазів Ужгородського району, Закарпатська обл.). 